# Прогрешшу да Лунда Сул (Сауримо)
Клубе Дешпортіву Прогрешшу ду Самбукіла да Лунда Сул (порт. Clube Desportivo Progresso do Sambukila da Lunda-Sul), або просто «Прогрешшу да Лунда Сул» — професійний ангольський футбольний клуб з міста Сауримо, провінція Лунда Сул. Домашні матчі приймає на стадіоні «Ештадіу душ Магуейраш», який вміщує 1 500 глядачів.

## Історія клубу
Клуб був заснований 13 червня 2002 року підприємцем Сантушом Бікуку під назвою «Прогрешшу ду Самбукіла». У 2014 році клуб змінив свою назву на сучасну. Клубними кольорами стали жовтий та чорний.
В 2014 році «Прогрешшу» здобув перше місце в другому дивізіоні та підвищився в класі, таким чином вперше за останні 10 років провінція Південна Лунда знову була представлена в Гіраболі.

## Досягнення клубу
- Гіра Ангола група «С»:
  -  Чемпіон (1): 2014

## Статистика виступів в національних чемпіонатах
| 2014 ГА «C» | 2015 ГБ |
| 1-ше*       |         |
|             |         |
|             |         |
|             |         |
|             |         |
|             |         |

* Вихід до Гіраболи
ГА «C» = Гіра Ангола (Другий дивізіон чемпіонату) Group C; ГБ = Гірабола (Чемпіонат Анголи з футболу)

## Відомі гравці
- Вілсон Алегре
- П'єр Ботаї
- Джек Чилеше
- Валлі Монтейру
- Ерве Ндонга
- Ндо
- Бавон Тшибубуа

## Відомі тренери
| Кіту Рібейру | (2014) | - |  |